# There's One Born Every Minute
There's One Born Every Minute é um filme estadunidense de 1942, do gênero comédia, dirigido por Harold Young, com roteiro de Robert B. Hunt e Brenda Weisberg.
O filme marca a estreia de Elizabeth Taylor no cinema.

## Elenco
- Hugh Herbert como Lemuel / Abner / cel. Cladius Zebediah Twine
- Peggy Moran como Helen Barbara Twine
- Tom Brown como Jimmy Hanagan
- Guy Kibbee como Lester Cadwalader, Sr.
- Catherine Doucet como Minerva Twine
- Edgar Kennedy como prefeito Moe Carson
- Gus Schilling como prof. Asa Quisenberry
- Elizabeth Taylor como Gloria Twine
- Charles Halton como Trumbull
- Renie Riano como srta. Aphrodite Phipps
- Carl "Alfalfa" Switzer como Junior Twine
- Mel Ruick como o locutor